# Jesionowo (województwo zachodniopomorskie)
Jesionowo (niem. Schönow) – wieś w Polsce, położona w województwie zachodniopomorskim, w powiecie pyrzyckim, w gminie Przelewice.
| SIMC    | Nazwa   | Rodzaj     |
| ------- | ------- | ---------- |
| 0781316 | Radlice | przysiółek |

W latach 1954–1959 wieś należała i była siedzibą władz gromady Jesionowo, po jej zniesieniu w gromadzie Przelewice. W latach 1975–1998 miejscowość administracyjnie należała do województwa szczecińskiego.